# Дублёр Курортного проспекта
А-148 «Дублёр Куро́ртного проспе́кта» — современная автострада, пролегающая по Хостинскому и Центральному районам города Сочи (Краснодарский край, Россия). В отличие от Объездной дороги, является внутригородской магистралью.

## Описание
Является одной из альтернативных составляющих федеральной трассы М-27. Служит продолжением на север автострады Сочи — Адлер. Дублирует как главную улицу города Курортный проспект, так и Объездную автостраду. Начинается от оздоровительного центра «Спутник», где магистраль из Адлера уходит в горы (долину реки Мацеста).
Федеральная магистраль А-148 «Дублёр Курортного проспекта» спроектирована по параметрам I категории и не имеет прямых пересечений в одном уровне с дорогами местного значения. Магистральная улица с непрерывным движением является одной из трёх главных транспортных артерий Сочи, имеет четыре полосы движения (по две в каждом направлении) и 7 примыкающих транспортных развязок, что обеспечивает возможность поддержания проектного скоростного режима на всём протяжении основного хода не менее 75 км/ч. Три очереди Дублёра включают в себя десятки эстакад, 15 тоннелей, реконструированные в подэстакадном пространстве городские улицы Земляничная, Титова, Чайковского.
На всем протяжении установлены многосекционные локальные очистные сооружения ливневого стока, акустические экраны, используются энергосберегающие системы освещения. На поверхности проезжей части эстакад и мостовых сооружений уложен слой щебёночно-мастичного асфальтобетона, который обеспечивает высокую износостойкость, устойчивость к осадкам и к сезонным, а также суточным температурным деформациям. Сооружение рассчитано на 9-балльную сейсмонагрузку. На объекте установлены элементы автоматизированной системы управления дорожным движением (табло и знаки переменной информации), система видеонаблюдения, автоматические дорожные метеостанции и автоматическая система скоростного контроля.
Новая магистраль приняла на себя основной поток автотранспорта жителей Сочи после ввода «олимпийских» выделенных полос на участках улицы Горького от железнодорожного вокзала Сочи до Курортного проспекта, далее от Курортного проспекта до железнодорожного вокзала Адлера и оттуда до аэропорта Сочи. Курортный проспект от Мацесты до улицы Горького открыт для автомобилей жителей олимпийской столицы только в направлении из Адлера в центр Сочи. В Хосту, Кудепсту и Адлер из центра города можно попасть только по Обходу города или по Дублёру Курортного проспекта.
Строительство I очереди началось в августе 2009 года по проекту петербургского ЗАО "Институт «Стройпроект» генеральной подрядной организацией ОАО «Тоннельный отряд 44».
Основной ход первой очереди дублёра Курортного проспекта включает в себя три тоннеля и четыре моста-эстакады. Первая очередь автодороги обошлась бюджету в 22,8 млрд рублей. В эту цену включены расходы по переносу коммуникаций, строительству жилья.
Заезд с Курортного проспекта в сторону центра Сочи реализован в районе реки Агуры (оздоровительный центр «Спутник»). Движение осуществляется в одностороннем режиме по вновь построенному тоннелю с выездом на транспортную развязку «Улица Земляничная». Движение из центрального Сочи в Адлер от транспортной развязки «Улица Земляничная» организовано также в одностороннем режиме с проездом через Мацестинский тоннель Обхода города Сочи и выходом на Курортный проспект в районе реки Агура (оздоровительный центр «Спутник»). Рабочее движение на первой очереди запущено 27 января 2013 года (по графику должно было начаться в начале 2012 года).
Введённый в эксплуатацию 7 января 2014 года участок трассы включает 7 тоннелей и 5 транспортных развязок, а также мост через реку Сочи.
Протяжённость основного хода участка второй очереди составляет 7,6 километра и включает в себя транспортные развязки «Земляничная», «Раздольное», «Фабрициуса», «Горького-Ареда» и «Гагарина-Чайковского».
Многоуровневая развязка «Раздольное», в свою очередь, соединяясь с Обходом города Сочи, Дублёром Курортного проспекта и улицей Транспортной, стыкует между собой все три обходные магистрали.
Транспортная развязка на улице Фабрициуса с четырьмя съездами и многополосными разворотными петлями в нижнем уровне создает условия для непрерывного бессветофорного движения между Курортным проспектом и улицей Транспортной (Малой объездной дорогой Сочи).
Самый крупный стыковочный узел, внесший наиболее существенные изменения в организацию дорожного движения развязка «Улица Горького — микрорайон Ареда». Эта развязка сочетает в себе не только два автомобильных уровня, но и имеет ещё пересечение с железнодорожными путями. В результате значительной модернизации подверглась наземная сеть автодорог в этом районе: улица Горького, на которой расположен железнодорожный вокзал города Сочи, стала двухсторонней на всём своём протяжении (от улицы Конституции и до пересечения с Курортным проспектом); улица Титова реконструирована до четырёх полос; посредством устроенных съездов основная транспортная артерия курорта теперь сопряжена с улицами Горького, Титова, Невская, Пластунская, Чебрикова и Конституции, примыкания которых к Дублёру также были реконструированы.
Организация съездов и заездов на правом берегу реки Сочи в районе улиц Чайковского, Гагарина и переулка Хлебозаводского позволяет использовать мост Дублёра не только для сквозного движения через центр, но и для связи двух берегов. Таким образом новая магистраль возьмёт на себя часть автотранспорта как с Краснодарского кольца, так и с Кубанского моста в районе Центрального рынка.
Северная часть улицы Чайковского теперь проходит в подэстакадном пространстве Дублёра и обеспечивает сопряжение магистрали с улицами Новая Заря, Цветной бульвар, Гагарина.
28 января 2014 года открылось движение от микрорайона Мамайка в сторону центра Сочи по последней очереди Дублёра, от развязки «Ул. Гагарина — ул. Чайковского» до развязки на реке Псахе — 3 февраля 2014 года.

### Очереди постройки автострады
1-я очередь
- Развязка у ММЦ «Спутник»
- Агурский тоннель (одинарный; 1470 м; Тоннель № 1)
- Старомацестинский виадук (2208 м) — 11-й по длине мост в России (на 2014 год)
- Развязка с Земляничной улицей и Объездной дорогой, включая 2 тоннеля (670 и 260 м; Тоннель № 2)

2-я очередь
- Развязка с улицами Транспортной и 20-й Горнострелковой дивизии
- Тоннель (парный; 660 и 684 м; Тоннель № 3)
- Развязка с улицей Фабрициуса
- Лысогорский тоннель (парный; 668 и 669 м; Тоннель № 4)
- Лысогорский виадук (через реку Верещагинка; 164 м)
- Завокзальный тоннель (парный; 671 и 696 м; Тоннель № 5)
- Виадук «Ареда» (973 м)
- Развязка с улицами Горького и Пластунская
- 4-полосный Сочинский мост (245 м)

3-я очередь
- Развязка с улицей Гагарина
- Виноградный тоннель (парный; 601 и 580 м; Тоннель № 6)
- Санаторный тоннель (парный; 804 и 824 м; Тоннель № 7)
- Мамайский тоннель (парный; 1561 и 1538 м; Тоннель № 8)
- Развязка с Виноградной улицей и Объездной дорогой с мостом через реку Псахе (75 м)

## История
Является одним из объектов подготовки города к Зимней Олимпиаде 2014. Строительство начато в 2010 году, по первоначальному плану первая очередь планировалась к открытию в декабре 2011 года.
Рабочее движение по первой очереди открыто 27 января 2013 года.
Рабочее движение по второй очереди и части третьей очереди (до развязки с улицей Гагарина и портала Виноградного тоннеля) открыто 7 января 2014 года.
Рабочее движение по части третьей очереди (от Мамайки в сторону центра города) открыто 28 января 2014 года.
Движение на всём протяжении Дублёра Курортного проспекта открылось 3 февраля 2014 года.